# ماركو أرابوفيتش
ماركو أرابوفيتش (بالكرواتية: Marko Arapović) مواليد 20 يوليو 1996 في زغرب، هو لاعب كرة سلة كرواتي. بدأ مسيرته الاحترافية في سنة 2011. يلعب كلاعب وسط. يحمل الرقم 35. مثّل منتخب بلاده. شارك في دورة الألعاب الأولمبية الصيفية سنة 2016. لعب مع نادي سيبونا لكرة السلة ونادي سيدفيتا لكرة السلة في الدوري الكرواتي لكرة السلة الدرجة الأولى.

## روابط خارجية
- ماركو أرابوفيتش على موقع الاتحاد الدولي لكرة السلة (الإنجليزية)
- ماركو أرابوفيتش على موقع كرة السلة الأوروبية.كوم (الإنجليزية)
- ماركو أرابوفيتش على موقع ريلجم (الإنجليزية)
- ماركو أرابوفيتش على موقع بروبوليرز (الإنجليزية)
- ماركو أرابوفيتش على موقع سبورتس رفرنس (الإنجليزية)
- ماركو أرابوفيتش على موقع أوليمبيديا (الإنجليزية)